# (34156) Gopalakrishnan
2000 QT22 (asteroide 34156) é um asteroide da cintura principal. Possui uma excentricidade de 0.14003900 e uma inclinação de 4.69171º.
Este asteroide foi descoberto no dia 25 de agosto de 2000 por LINEAR em Socorro.